# Crati
Le Crati est le plus long fleuve de Calabre et le troisième plus grand cours d'eau de sud de l'Italie après le Volturno et le Sélé. Dans l'Antiquité, il était connu sous le nom de « Crathis » (grec : Κρᾶθις).

## Géographie
De 91 km de longueur,, le Crati prend sa source dans les montagnes centrales du Sila dans la commune d'Aprigliano. Il prend sa source à Timpone Bruno à une altitude de 1 742 m et descend par un cours très raide direction nord vers Cosenza, où il est rejoint sur sa gauche par le Busento doublant sa taille. De là, le Crati traverse une grande plaine, la vallée du Crati où il est rejoint par plusieurs affluents de droite, le Arente, Duglia, le Mucone (son principal affluent de droite) et des petits cours d'eau, la Finita, Turbolo, Cucchiato, Campagnano, Mavigliano et Settimo. Avec un débit de 20 m3/s, il rejoint Tarsia, où un barrage a été réalisé et forme le lac artificiel du même nom, le lac de Tarsia. De là, il change de cours vers nord-est et rencontre le Coscile à environ cinq kilomètres du golfe de Tarente. Le Coscile est son principal affluent sur la gauche et lui permet à nouveau de doubler sa taille. Son cours continue vers l'est, passant immédiatement au sud des sites archéologiques de Sybaris et Thurii. Son embouchure se trouve à proximité du port de plaisance de la commune de Corigliano Calabro.

## Hydrologie
Le Crati est le plus grand fleuve de la région en matière de débit, avec une moyenne annuelle d'environ 36 m3/s (minimum environ 10 m3/s et maximum plus de 3 000 m3/s). La rivière est très saisonnière et peut parfois provoquer des inondations désastreuses.

## Histoire
En raison de sa proximité de la célèbre ville antique de Sybaris, le Crati a été cité par de nombreux auteurs antiques.
Lycophron et Théocrite mentionnent le fleuve dans leur poésie.
Euripide fait l'éloge de la rivière et allègue que son eau changerait la couleur des cheveux en auburn. D'autres mentionnent différentes couleurs et Pline l'ancien écrit qu'elle rendait les moutons blancs.
Selon Strabon la rivière a reçu son nom parce que c'était un mélange, à l'instar de la rivière Krathis en Achaïe. Pausanias et Herodotus également la mentionnent, mais affirment que la rivière a été nommée ainsi d'après la rivière Krathis
Strabon affirme également que Crotone, ville rivale, a détourné le cours du Crati pour anéantir Sybaris.
Néanmoins les recherches n'ont pas confirmé cela. Le Crati transporte du gros sable et des cailloux dans son canal. Si l'affirmation de Strabon est vraie, ce matériel serait déposé sous forme de sédiments au-dessus de la ville. Une analyse d'échantillons tirés du site de Sybaris par Stanley et Bernasconi n'ont pas permis de trouver de tels dépôts de la rivière au-dessus de l'ancienne ville.
Des futures recherches et de nouvelles analyses des carottes et des faciès permettront de confirmer ou discréditer les affirmations de Strabon.